# Rhodometra fumosa
Rhodometra fumosa är en fjärilsart som beskrevs av Louis Beethoven Prout 1937. Rhodometra fumosa ingår i släktet Rhodometra och familjen mätare. Inga underarter finns listade.